# 舒明阿
舒明阿（穆麟德轉寫：sumingga），满州镶黄旗佐领下人，清朝政治人物。举人出身。
乾隆三十六年，署任廣東廣州府永安縣知縣（現紫金縣知縣）。后由鄒茂材接任。乾隆四十一年（1776年），擔任清朝廣州府新安縣知縣。后由蘇燦接任。